# Albulina pharis
Albulina pharis är en fjärilsart som beskrevs av Fawcett 1904. Albulina pharis ingår i släktet Albulina och familjen juvelvingar. Inga underarter finns listade i Catalogue of Life.